# Мохсен Фахрізаде
Мохсен Фахрізаде Махабад (перс. محسن فخری‌زاده مهابادی (21 березня 1961 , Кум  — 27 листопада 2020 , Абсардd, Тегеран )) — іранський фізик. Офіцер Корпусу вартових ісламської революції і викладач фізики в Університеті імама Хусейна в Тегерані. За даними Ради безпеки ООН, Фахрізаде був старшим науковим співробітником Міністерства оборони Ірану і Збройних сил Ірану і колишнім керівником Центру фізичних досліджень (PHRC). Західні спецслужби розглядали його як натхненника іранської програми ядерної зброї.

## Проєкт 111
Згідно з даними ООН, Фахрізаде був старшим науковим співробітником міністерства оборони і збройних сил і колишнім керівником Центру фізичних досліджень (ЦФЛ). МАГАТЕ попросило взяти у нього інтерв'ю про діяльність ЦФД в період, коли він його очолював, але він відмовився.
Згідно повідомлень влади Ірану, Мохсен Фахрізаде працював над розробкою вакцини для боротьби з епідемією COVID-19 в Ірані.
Західна розвідка стверджувала, що він був відповідальним за ядерну програму Ірану — так званий «Проєкт 111». Західні країни заявляють, що «Проєкт 111» є чи був спробою створити Іраном ядерну бомбу, хоча Іран в звичайних випадках доводив через спостерігачів МАГАТЕ, що його ядерна програма призначена виключно для цивільних цілей і що інформація, надана західними спецслужбами, є фальшивою. Згідно з даними американського видання «The New York Times», Факрізаде був описаний в секретних частинах звітів американської розвідки як глибоко залучений в зусилля з розробки ядерної боєголовки для Ірану.
У внутрішній іранської документації 2007 року, яка нібито потрапила в розпорядження видання "The Sunday Times ", Фахрізаде був названий головою Групи з розширення розгортання передових технологій (FEDAT), яка прикривала назву організації, що здійснює Іранську програму створення ядерної зброї. У документі, названому «Перспективи спеціальних заходів, пов'язаних з нейтронами на наступні 4 роки», викладається чотирирічний план розробки нейтронного ініціатора на основі дейтериду урану .

## Смерть
27 листопада 2020 року Фахрізаде був поранений в результаті організованого на нього замаху а в Абсарді , місті недалеко від Тегерана. У ЗМІ з'явилися повідомлення про вибух та стрілянину. Його доставили в лікарню, де він помер від отриманих ран. Згідно із заявою міністерства оборони Ірану, «після зіткнення між терористами і його охоронцями пан Фахрізаде був важко поранений і доставлений в лікарню. На жаль, зусилля медичної бригади врятувати його не увінчалися успіхом, і кілька хвилин тому він помер». Ще три-чотири людини, можливо, бойовики, також були вбиті в результаті нападу.
Вбивство відбулось на фоні повідомлень про збільшення кількості збагаченого урану, який виробляє Іран. Із 2010 по 2012 роки четверо іранських вчених-ядерників було вбито. Іран звинуватив у вбивствах Ізраїль.

### Реакції
- Міністр закордонних справ Ірану Мохаммад Джавад Заріф засудив вбивство як «акт державного терору».[3]

## Вшанування пам'яті
На честь Мохсена Фахрізаде названо одну з іранських вакцин проти COVID-19 FAKHRAVAC.